# アストラトランスカルパチック
アストラトランスカルパチックは、2014年に設立されたルーマニアの民間鉄道会社である。 主として食堂車や寝台車を備えた旅客列車の運行を行う。 そのため、同社はルーマニア鉄道およびルーマニアの他の民間鉄道事業者と競合している。 同社は他社と比べて豪華な装備の車両であることを宣伝している。 

## ルートと運用

### アラド-ブカレスト北
2017年2月2日、アラドからシギショアラとブラショヴを経由してブカレスト北駅まで、毎日1往復の運行が開始された。 牽引機関車はセルブトランス社によって提供される。 走行距離619kmの所要時間は約13時間であり、ルーマニア鉄道の所要時間と同様である。 

### ブカレスト北-コンスタンツァ
2017年の夏からコンスタンツァに運行区間が拡大された。この運用では、ブカレスト北駅でスイッチバックを行う。この区間の走行距離225kmでの所要時間は約2時間15分である。 

### ティミショアラ-バイアマーレ
2018年11月8日にティミショアラからアラドとオラデアを経由してバヤ・マレまでの運行を開始した。 

### 将来計画
主要株主のヴァラー・ブリダーは、将来ティミショアラとウィーン間でサービスを提供する計画を立てた。  

## 鉄道車両
同社はAstra VagoaneCălătoriのアラド工場製の客車と、デンマーク国鉄から購入したIC2型気動車を使用している。 

## 価格設定ポリシーと販売
チケットは、会社のウェブサイトからオンラインで購入するか、ブカレスト北駅の販売カウンターで購入できる。 
乗車料金は、距離制運賃とクシェットまたは寝台車の料金の合計である。 寝台車で提供される専用のシャワー付きの「DeLux」コンパートメントには追加料金が必要である。 